# Mångstekta
Mångstekta (också stavat Mångstäkta) är en by i Sunds kommun på Åland med 49 invånare (2023). 
Den gränsar i väster och norr till byn Sibby och på några ställen till byn Strömbolstad, i öster till byn Hulta och till byn Vargata i Vårdö kommun samt i söder till Vargatafjärden och före detta fästningsområdet Bomarsund och Prästö samt på något ställe också till byn Persby.
Mångstekta hörde till Sunds församling fram till 1985, därefter till Sund-Vårdö församling och ingår sedan 2022 i Norra Ålands församling.

## Historia
Byn är en medeltida avsöndring från områdets urby Sibby.

### Ortnamnet
Namnet Mångstekta är sammansatt av personnamnet Magnus, och ordet täkt, här i betydelsen ’intaga, nyodling’.
Magnus är ursprungligen ett latinskt tillnamn med betydelse ’den stora’, känt i Sverige sedan 1100-talet, och ur Magnus har senare utvecklats former som Mångs och Måns. Namnet Mångstekta berättar alltså att en person vid namn Magnus någon gång på medeltiden, troligen på 1200-talet, gjorde nyodlingar på platsen och förmodligen också anlade den gård som med tiden utvecklades till byn Mångstekta. 
Sedan gården Mångstekta tillkommit verkar urbyn Sibby ha delats i två hälfter genom en nordsydlig rålinje från Dönvik i norr till Delvik i söder. Den östra delen tillföll Sibby, den västra den nya gården Mångstekta. I ett senare skede har ytterligare två nybyggen tillkommit, Hulta som avsöndrats från Mångstekta och Strömbolstad som avsöndrades från den återstående delen av Sibby.

### Medeltida källor
Mångstekta nämns första gången i de historiska källorna i ett dokument daterat Stockholm den 17 juni 1376. Då bytte Henrik i Mångstekta (”Henrik aff Magnustektom”) jord med den rike Stockholmsrådmannen Peter Ålänning. Själva markaffären rörde dock inte Mångstekta. I stället gav Henrik jord i Vemo socken i Finland och fick i gengäld mark i Fastersby (en by som på 1500-talet blev inlagd under Kastelholm) och i Halvardsby (möjligen en felskrivning för Haraldsby i Saltvik) och två tredjedelar av Hamnö, en holme i Simskäla skärgård (”x marcha skat j Fastolsby ok iiij marcha skat jnnan Halwardhaby, met allom tiillaghom, ok twa dela aff Hampnøø”).
Denne Henrik är den första Mångstektabo vi känner till namnet.
Personer bosatta i Mångstekta omtalas sedan ett flertal gånger i det medeltida källmaterialet: 1430 och 1431 var Olof Unge i Mångstekta faste (vittne) vid markaffärer, 1432 upprättades ett köpebrev i Mångstekta, 1447 intygade två borgare i Stockholm att Björn i Töftö hade betalat två personer i Sverige 87 mark för en gård i Mångstekta, 1477 dömdes Lars Jakobsson i Mångstekta för olaga köpslagan i Stockholm, 1492 rannsakade Lasse Månsson i Mångstekta med flera till vilken by Broholm i Lumparland hörde och 1507 ingick 20 mark jord i Mångstekta i en markaffär.
Det dröjer till 1530-talet innan får vi en mer fullständig bild av Mångstekta. I röktalslängden 1537 nämns åtta bönder och i mantalslängden samma år nio, men i mantalslängden 1539 åter bara åtta. Namnen på bönderna 1537 var Jeppe Eriksson, Per Eriksson, Ingeborg, Jeppe Larsson, Måns Nilsson, Mickel Persson, Nils Mickelsson, Jöns Henriksson och Nils Persson. I längden från 1539 nämns Nils Persson som länsman.
Byn fortsatte att ha åtta gårdar under de följande seklerna:
- nr 1, Grannas,
- nr 2, Ollas,
- nr 3, Gropens,
- nr 4, Norrby,
- nr 5, Norrgård,
- nr 6, Västergård,
- nr 7, Gästgivars och
- nr 8, Östergård.[10]

### Kartorna berättar
Sedan gammalt är Mångstekta delad i två delar med fyra gårdar i vardera. I Östermångstekta (Österbyn) ligger nr 1–4 och i Västermångstekta (Västerbyn) nr 5–8. 
Uppdelningen redovisas redan på en karta från mitten av 1600-talet. Där framgår att gårdarna i den västra delen hade varsin väderkvarn och alla utom Norrgård hade också varsin liten humlegård. Lantmätaren noterade vidare att skogen räckte till vedbrand och gärdsel, däremot fanns ingen timmer- eller lövskog, mulbetet var skarpt (magert) och fiskevattnet litet. I den östra delen hade gårdarna Norrby och Grannas egna väderkvarnar och alla gårdar utom Ollas egen humlegård. Också i Östermångstekta fanns skog till vedbrand och gärdsel, men ingen timmer- eller lövskog. Mulbetet var skarpt och fiskevattnen små.
Nästa karta upprättades 1746 av lantmätaren Mårten Wetterwijk. Han uppger att Mångstekta i kronans jordebok redovisades som en by, men att den av ålder haft två delar som var helt skilda från varandra både vad gäller åker och äng. Lantmätaren beskriver böndernas villkor tämligen utförligt. De hade sin försörjning huvudsakligen från ett traditionellt jordbruk. Omständigheterna verkar ha varit ganska knappa. Skogen räckte knappt till brännved, än mindre till timmer eller gärdsgårdar, mulbetet var ”armt och heltorrt” och något strömmingsfiske bedrevs inte. Däremot fiskades fjällfisk till husbehov under somrarna med ”lillnot”, mest abborre, mört och gädda.
Kartorna ger bilden av en by där bönderna egentligen inte hade några andra utkomstmöjligheter än åkerbruk, boskapsskötsel och lite husbehovsfiske. Extrainkomster från några andra sysslor verkar de inte haft, vilket annars var ganska vanligt på Åland.

### Gästgivargården
På 1810-talet flyttades traktens gästgivargård till Mångstekta. Bonden på hemmanet nr 7, Johan Nilsson (1780–1844), startade rörelsen när den gamla gästgivargården Skarpans några kilometer söderut avvecklades för att ge plats åt Bomarsunds fästning. Gästgiveriet i Mångstekta blev kvar till mitten av 1880-talet, då en ny gästgivargård inrättades i Bomarsund.

### Mångstekta pensionat
På 1930-talet drev Carl Nordlund (1910–1995), teknikintresserad bonde på Södergård, pensionat i byn. Det var öppet sommartid (juni–september) och hade 8 rum och 14 bäddar samt sällskapsrum, grammofon, badrum, bastu och bilgarage.

## Befolkningsutveckling
| Befolkningsutvecklingen i Mångstekta 1970–2020 | Befolkningsutvecklingen i Mångstekta 1970–2020 | Befolkningsutvecklingen i Mångstekta 1970–2020 | Befolkningsutvecklingen i Mångstekta 1970–2020 | Befolkningsutvecklingen i Mångstekta 1970–2020 |
| ---------------------------------------------- | ---------------------------------------------- | ---------------------------------------------- | ---------------------------------------------- | ---------------------------------------------- |
|                                                |                                                |                                                |                                                |                                                |
| År                                             |                                                |                                                | Folkmängd                                      |                                                |
| 1970                                           | 1970                                           |                                                | 87                                             |                                                |
| 1980                                           | 1980                                           |                                                | 63                                             |                                                |
| 1990                                           | 1990                                           |                                                | 69                                             |                                                |
| 2000                                           | 2000                                           |                                                | 61                                             |                                                |
| 2010                                           | 2010                                           |                                                | 50                                             |                                                |
| 2020                                           | 2020                                           |                                                | 47                                             |                                                |

## Mångstekta 1 juni 2024

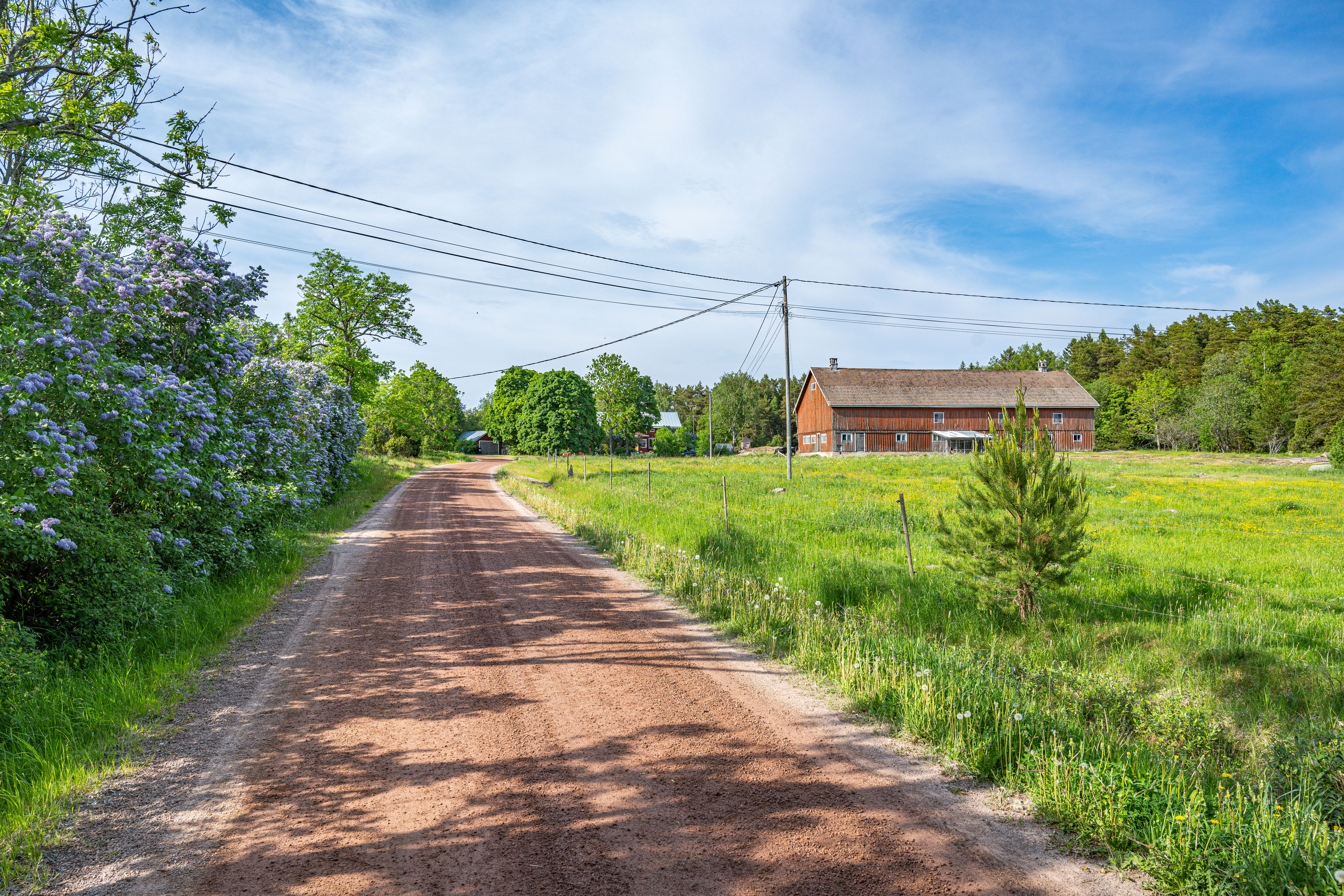
Vy från Österbyn.
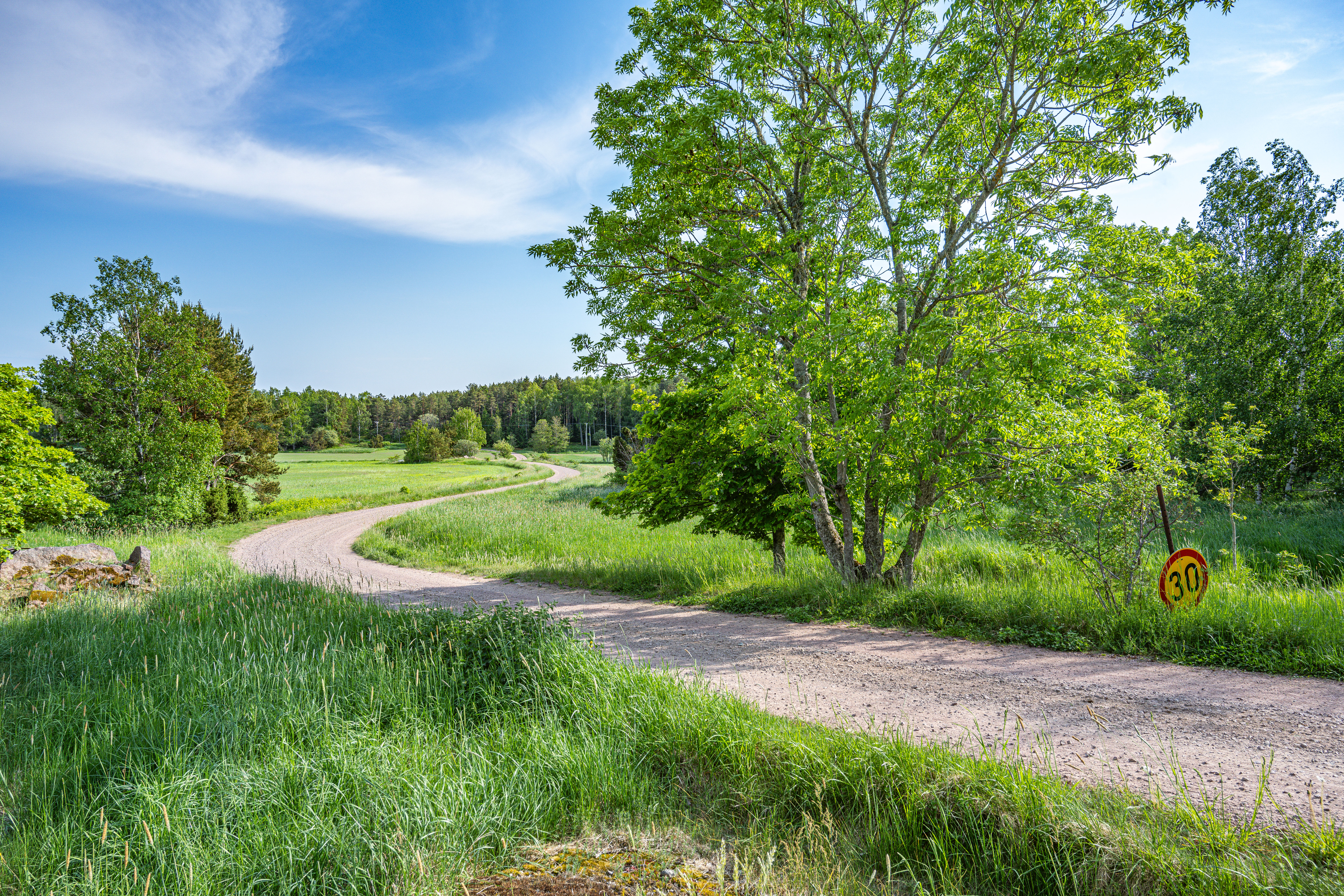
Vy från Österbyn.
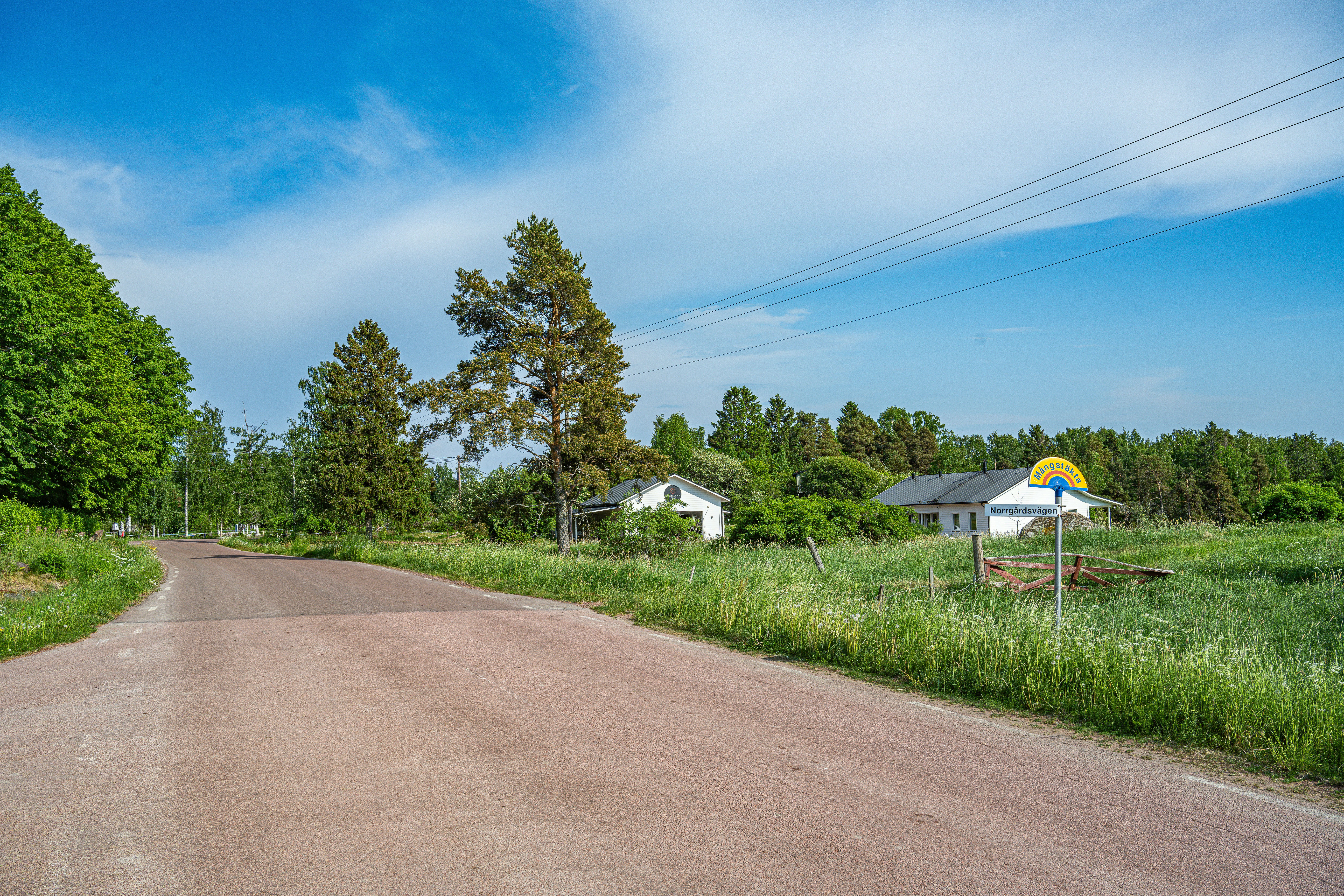
Vy från Västerbyn.
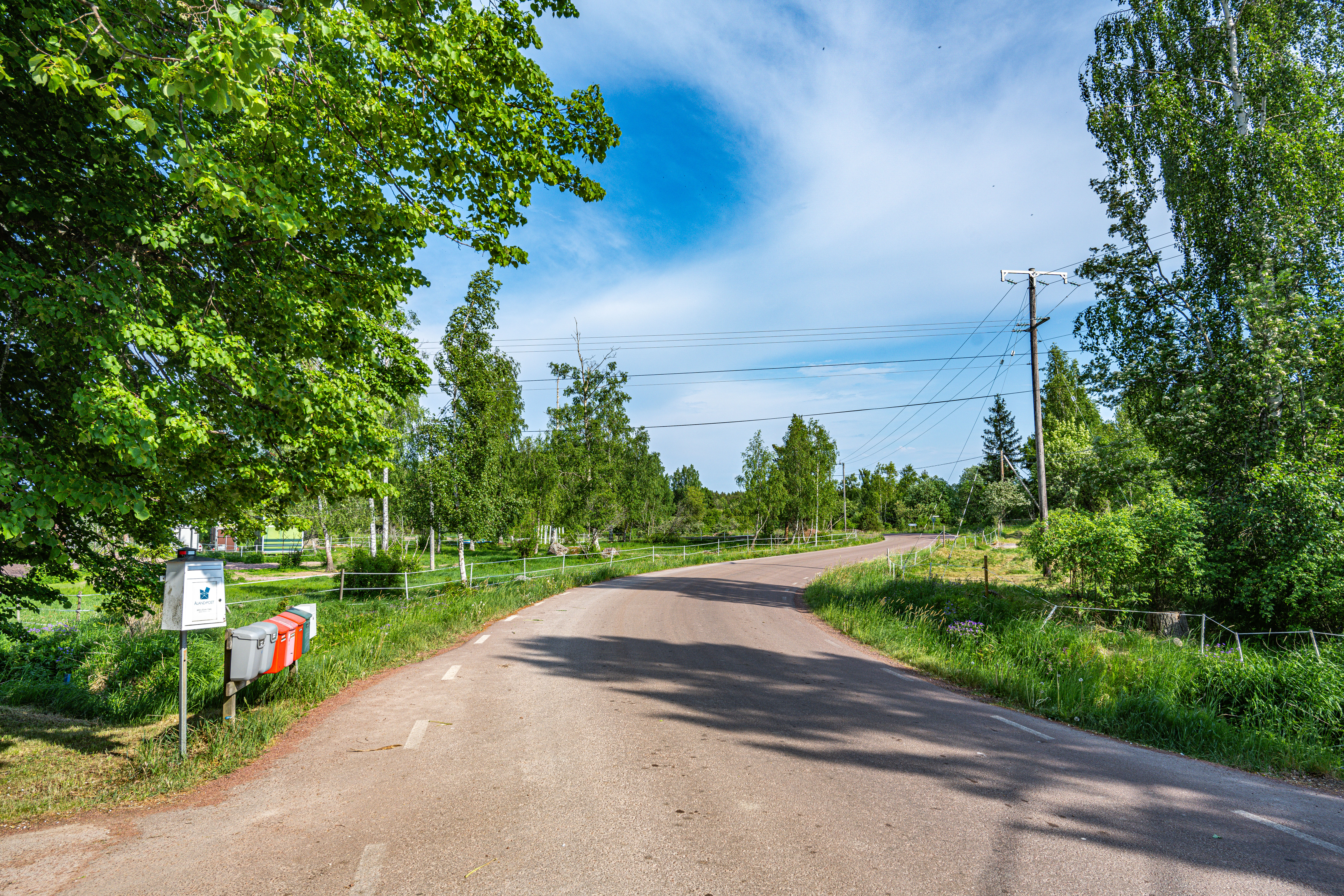
Vy från Västerbyn.